# 阮福綿守
阮福綿守（越南语：／，1819年3月5日—1859年9月24日），字是甫（越南语：／），越南阮朝明命帝第九子，生母美人阮氏彬。
嘉隆十八年二月初十日（1819年3月5日），阮福綿守在順化皇城出生。年少時為人謙遜有禮。明命二十一年（1840年）正月，受封為咸順郡公（越南语：／）。嗣德十二年八月二十八日（1859年9月24日），阮福綿守去世，壽四十一歲，賜諡敦恭。葬於承天府香水縣野犁總野犁上社，在香茶縣富春總春安邑建祠祭祀。
保大十九年（1944年），保大帝追贈其為咸順公（越南语：／），改諡恭肅。

## 子女
阮福綿守有27子35女。後裔按御賜頁字部起名。
- 六子阮福洪顯，襲封畿外侯，後犯事奪爵。
- 某子
  - 孫阮福膺題，襲封奉國卿。